# Giovanni Battista Lugari
Giovanni Battista Lugari (Roma, 18 febbraio 1846 – Roma, 31 luglio 1914) è stato un cardinale italiano.

## Biografia
Nacque a Roma il 18 febbraio 1846.
Papa Pio X lo elevò al rango di cardinale nel concistoro del 27 novembre 1911.
Morì il 31 luglio 1914 all'età di 68 anni.